# Exeunte Iam Anno
Exeunte Iam Anno è un'enciclica di papa Leone XIII, datata 25 dicembre 1888, in cui il Pontefice affronta diversi argomenti, per lo più di carattere morale:
- mette in guardia dall'avanzare degli « incentivi del vizio e i fatali allettamenti al peccato »; in particolare « le licenziose ed empie rappresentazioni teatrali; i libri e i giornali scritti per fare apparire onesto il vizio e sfatare la virtù; le stesse arti, già inventate per le comodità della vita e l'onesto sollievo dell'animo, sono utilizzate quale esca per infiammare le passioni umane. Né possiamo spingere lo sguardo nel futuro senza tremare, vedendo i novelli germi dei mali che vengono di continuo deposti e accumulati in seno alla adolescente generazione »;
- invita perciò a « non assecondare i corrotti costumi del secolo, ma nell'osteggiarli con virile fermezza. Questo ci insegnano le parole e i fatti, le leggi e le istituzioni, la vita e la morte di Gesù »;
- nel combattere i mali del tempo, Leone XIII insiste sulla « necessità della preghiera, poiché, come con verità e grazia dice Agostino, la pia orazione trascende gli spazi del mondo e fa scendere dal cielo la misericordia divina. Contro gli assalti delle torbide passioni e contro le insidie del demonio dobbiamo, per non essere irretiti dalle sue frodi, chiedere i conforti e gli aiuti celesti, secondo il divino oracolo: Pregate per non cadere in tentazione ».

Le citazioni sono tratte dall'enciclica stessa.